# Fred. Olsen Express
Unter Fred. Olsen Express betreibt Fred. Olsen S.A. seine Fährdienste zwischen den Kanarischen Inseln. Fred Olsen S.A. gehört den von der norwegischen Olsen-Familie kontrollierten Holdings Bonheur und Ganger Rolf ASA, denen unter anderem auch die Reedereien Fred. Olsen Cruise Lines und First Olsen Tankers gehören. Die Holdings werden wiederum von Fred. Olsen & Co. kontrolliert.

## Geschichte
Fred. Olsen Express wurde 1974 als Ferry Gomera S.A. gegründet. Die erste Fähre wurde Benchijigua getauft, nach einem kleinen Ort im Süden der Insel La Gomera. Wie bei Olsen-Schiffen üblich, ist auch hier der Anfangsbuchstabe ein B.
Die erste am 8. Juli 1974 eröffnete Route zwischen La Gomera und Teneriffa wurde zunächst dreimal täglich befahren, die Fährfahrt dauerte 80 Minuten (heute 50 Minuten). Fünf Jahre später wurde eine größere und schnellere Fähre in Dienst gestellt, die Bonanza. Später folgten SES Sant’ Agata (später Gomera Express) und Betancuria. Die Verbindung zwischen Lanzarote und Fuerteventura wurde 1989 eingerichtet.
Die Periode der Schnellfähren mit Mehrrumpfschiffen begann 1999, als die jetzige Bencomo Express (damals als Benchijigua Express) in Dienst gestellt wurde und im gleichen Jahr auch die Bonanza Express. Es folgte im Jahr 2000 die jetzige Bentago Express und 2003 die Bocayana Express. Die Benchijigua Express wurde 2005 in Dienst gestellt.

## Bilder

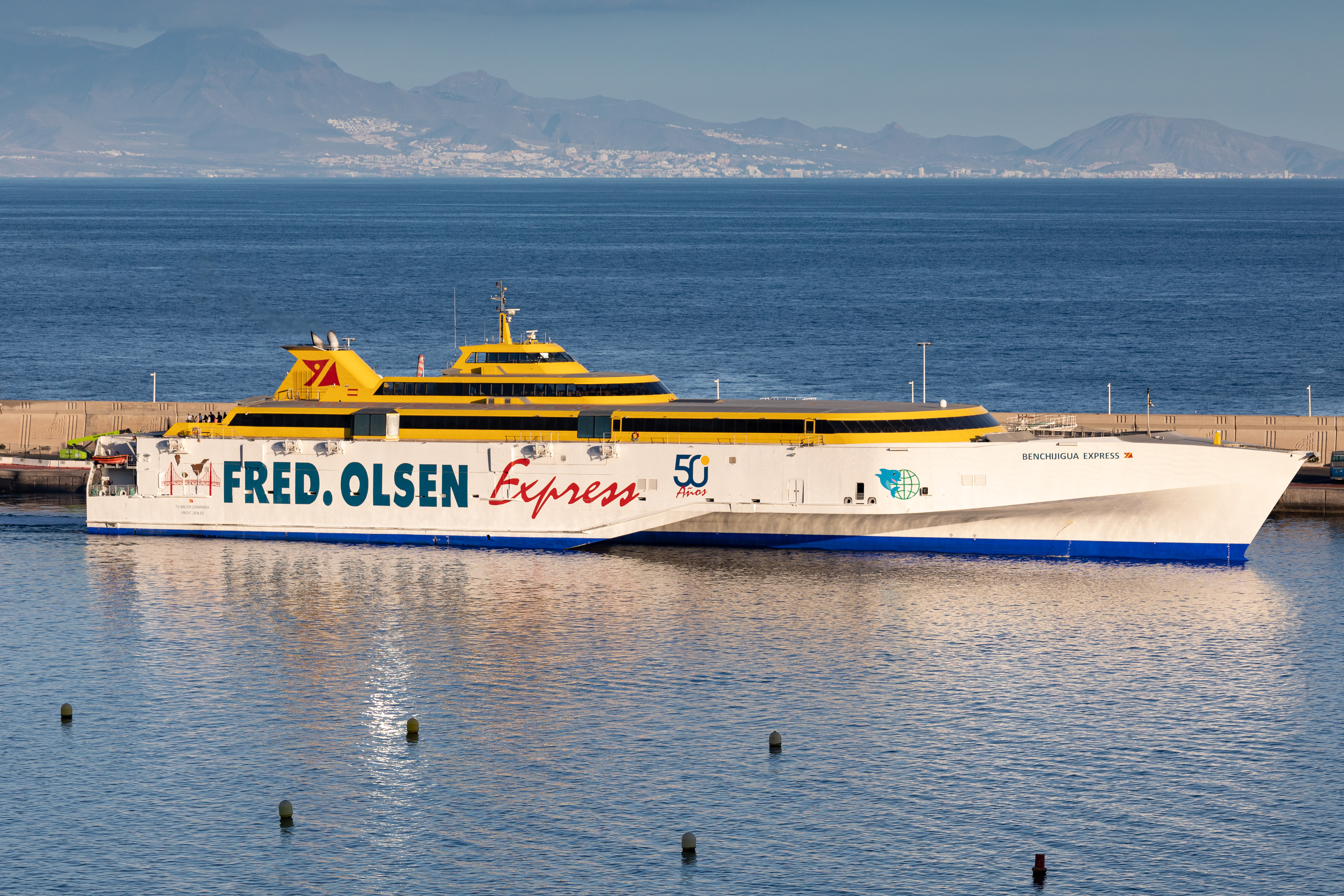
Benchijigua Express
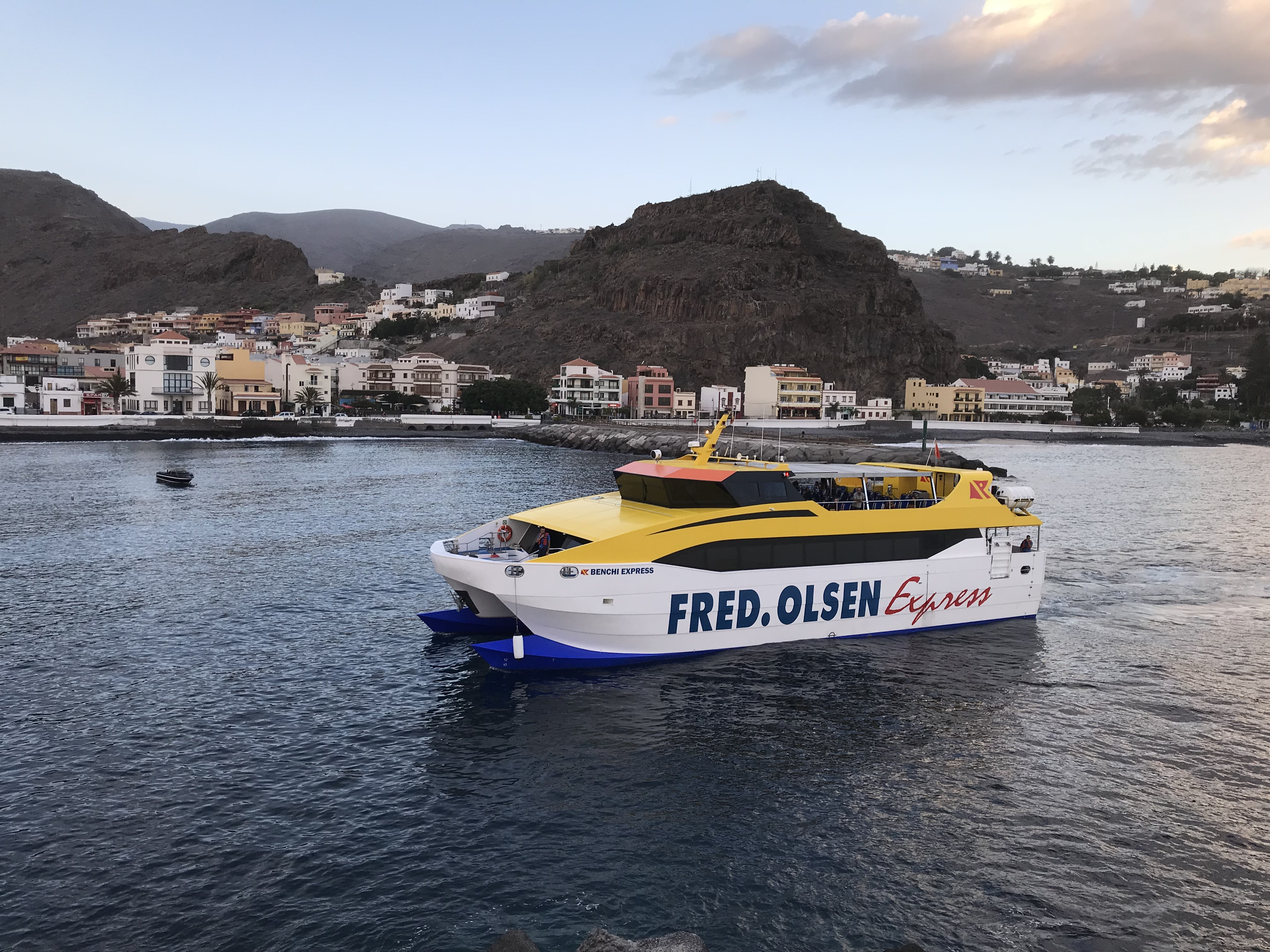
Benchi Express
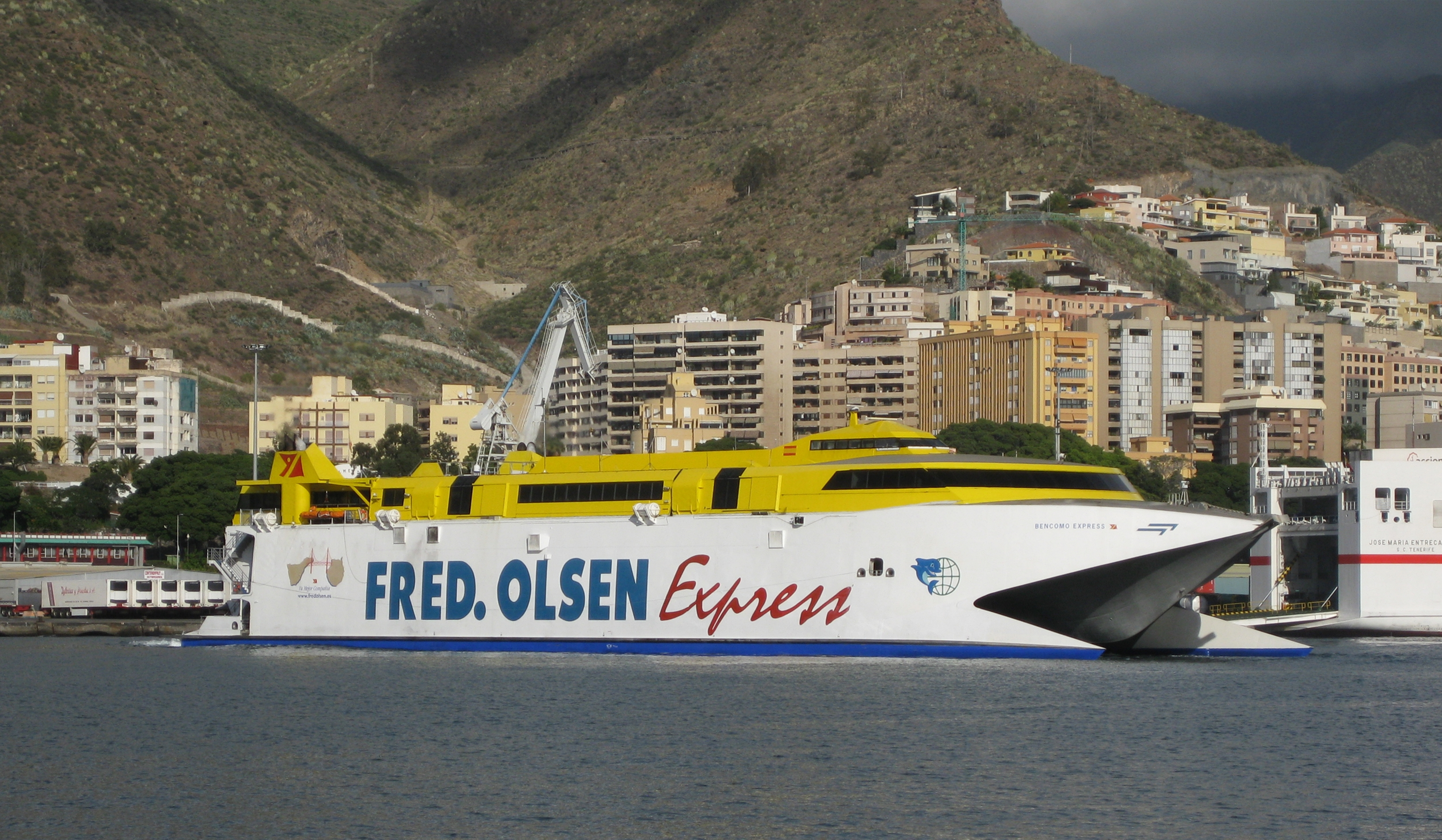
Bencomo Express
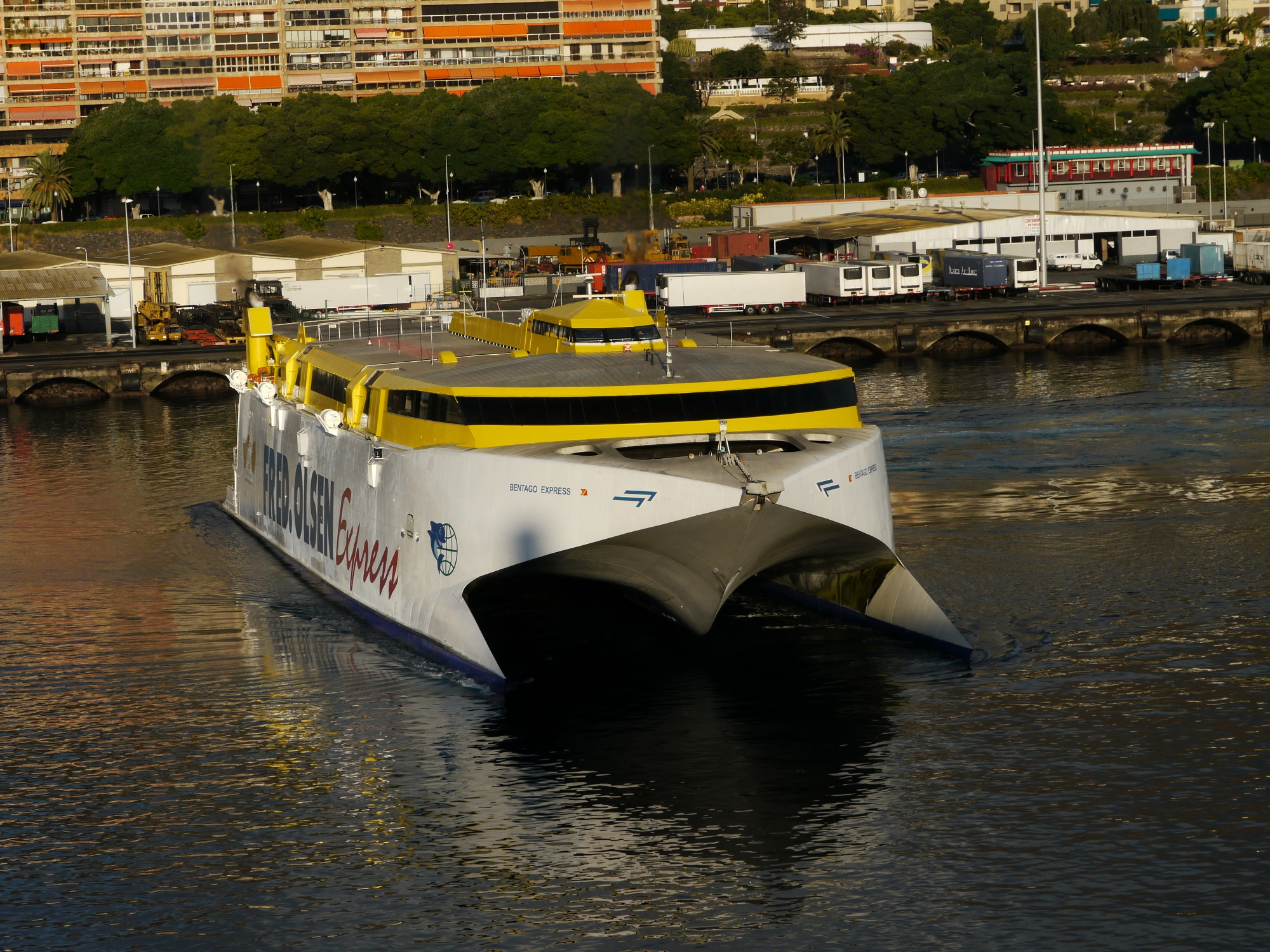
Bentago Express in Santa Cruz de Tenerife
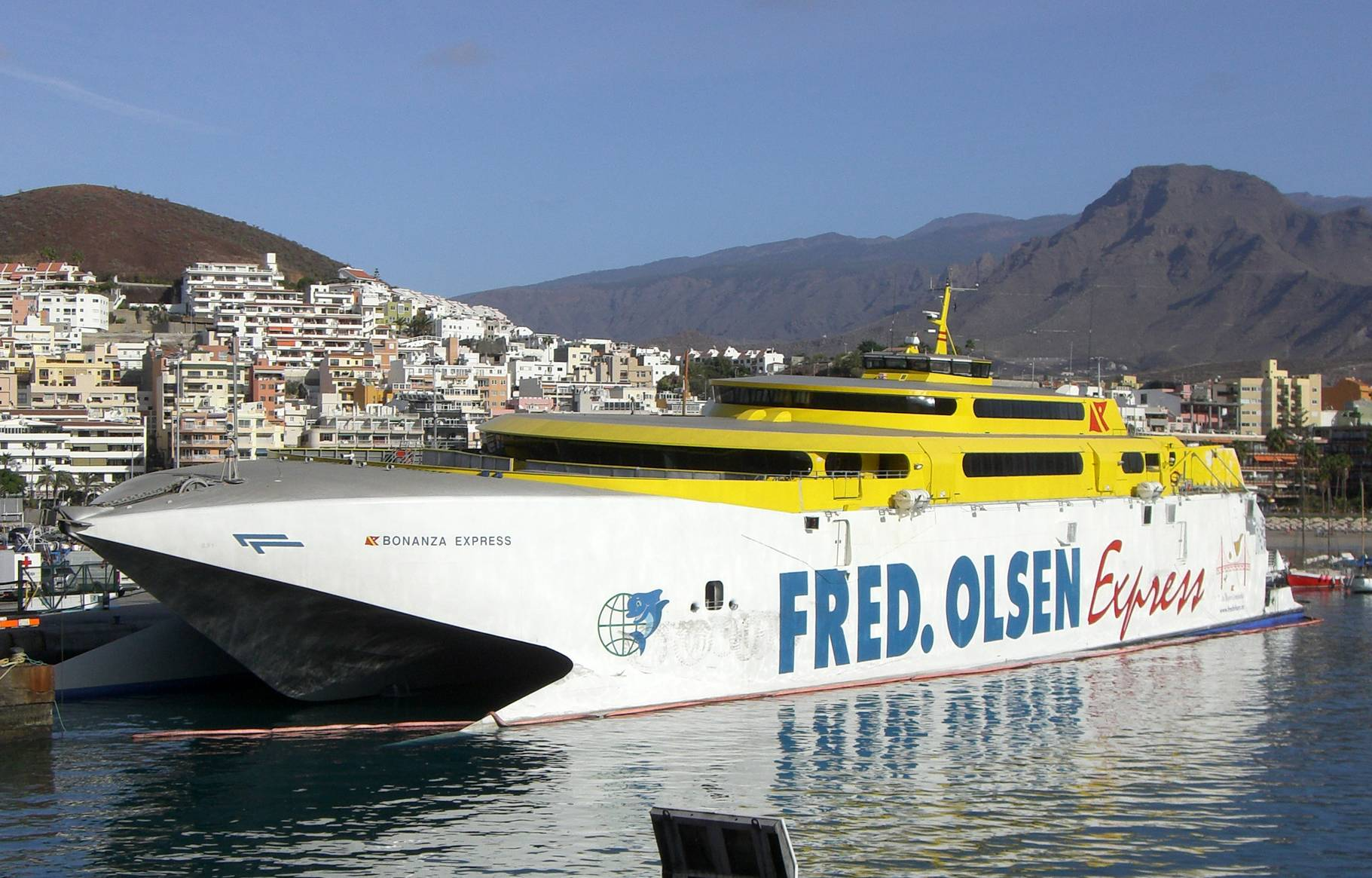
Bonanza Express
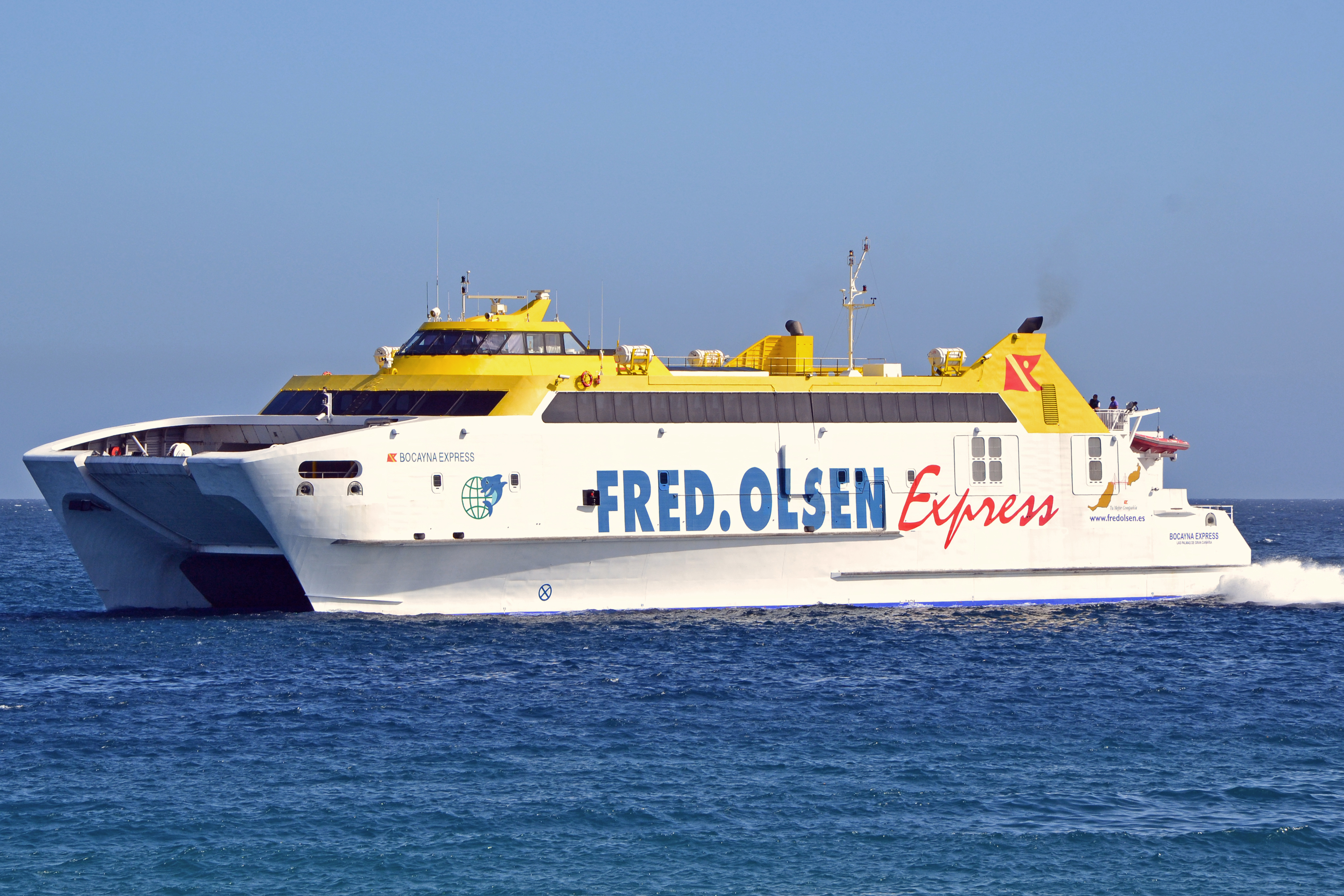
Bocayna Express bei Playa Blanca

## Aktuelles
Derzeit (Stand: 2017) betreibt Fred. Olsen folgende fünf Fährverbindungen:
- Agaete (Gran Canaria) – Santa Cruz de Tenerife; Fähren: Bencomo Express und Bentago Express
- Los Cristianos (Teneriffa) – San Sebastián de La Gomera; Fähre: Benchijigua Express
- Los Cristianos (Teneriffa) – Santa Cruz de La Palma (über la Gomera); Fähre: Benchijigua Express
- Playa Blanca (Lanzarote) – Corralejo (Fuerteventura); Fähre: Bocayna Express
- Las Palmas de Gran Canaria – Morro Jable – Puerto del Rosario (Fuerteventura); Fähre: Bonanza Express
- San Sebastián de La Gomera – Playa Santiago – Valle Gran Rey; Fähre: Benchi Express

Auf La Gomera wurde im September 2017 wieder eine Personenfähre zwischen der Hauptstadt San Sebastian und Valle Gran Rey eingerichtet. Diese Fährverbindung gab es bereits bis Anfang 2012, sie wurde jedoch aus wirtschaftlichen Gründen eingestellt.

## Flotte (Auswahl)
Das Unternehmen besitzt mehrere Schnellfähren (max. Reisegeschwindigkeit im Liniendienst: 38 kn ≈ 70 km/h), darunter das aktuell weltweit zweitgrößte Schiff in Trimaran-Bauweise, die Benchijigua Express, welche 2005 in Dienst gestellt wurde.
| Name                | BRZ    | Passagierzahl | Indienststellung | Funkrufzeichen | IMO-Nr. |
| ------------------- | ------ | ------------- | ---------------- | -------------- | ------- |
| Benchijigua Express | 8.973  | 1.291         | 2005             | ECHP           | 9299056 |
| Bentago Express     | 6.348  | 891           | 2000             | EHYG           | 9213337 |
| Bencomo Express     | 6.344  | 859           | 1999             | EAZD           | 9206712 |
| Bonanza Express     | 5.528  | 717           | 1999             | EHYT           | 9200225 |
| Bocayna Express     | 2.527  | 436           | 2003             | ECEA           | 9285378 |
| Benchi Express      | 330    | 250           | 2017             | EARP           | 9832236 |
| Betancuria Express  | 10.369 | 1.598         | 2011             | EAKD           | 9557848 |
| Bajamar Express     | 7.915  | 1.100         | 2020             | EBTX           | 9874296 |
| Bañaderos Express   | 7.915  | 1.100         | 2021             | EBTZ           | 9874301 |